# Venkaiah Naidu
Muppavarapu Venkaiah Naidu (født 1. juli 1949) er en indisk politiker, der siden 2017 er Indiens 13. og nuværende vicepræsident. Han tilhører partiet Bharatiya Janata Party.